# Ruillé-Froid-Fonds
Ruillé-Froid-Fonds é uma comuna francesa na região administrativa da Pays de la Loire, no departamento de Mayenne. Estende-se por uma área de 23,56 km². Em 2010 a comuna tinha 579 habitantes (densidade: 24,6 hab./km²).